# Tuez le pape
Tuez le pape est un roman paru aux Éditions Gérard de Villiers en avril 2001 (nouvelle publication en 2015 avec une page de couverture différente), portant le no 142 de la série « SAS ».

## Date et lieux principaux de l'action
- premier trimestre 2001.
- États-Unis (chapitre 1), Istanbul en Turquie (chapitres 2 à 13), enfin Sofia en Bulgarie (chapitres 14 à 20).

## Personnages principaux
- Les Américains : Malko Linge et son fidèle Elko Krisantem ; Thomas Ray (adjoint de George Tenet), Curtis Wood (agent « non couvert » de la CIA en Turquie), John Burke (chef d'antenne de la CIA à Istanbul), Alister Scott (chef d'antenne de la CIA à Sofia), Ann Powers (agent de la CIA à Sofia), Mara Glavinova (agent de la CIA, interprète en bulgare).
- Les Turcs : Omer Ugurlu, sa compagne Nilufer Bostani, Bagci Arven et sa sœur Mimoza, Sultan Rezit (colonel turc tué aux États-Unis), Zeynel Sokik (colonel du Millî İstihbarat Teşkilatı - MIT), major Semer (officier du MIT chargé du contre-espionnage à Istanbul).
- Les Bulgares : Sergueva Vasov (fille d'un opposant au régime soviétique), Leonid Chevarchine (ancien agent des services secrets bulgares), Vladimir Georgiev et son épouse Valentina Georgiev, Anton Boyadjev (avocat).

## Résumé
Le roman commence par une action commando réalisée à proximité du siège de la CIA à Langley : un homme, protégé par la CIA, est criblé de balles par deux malfrats, et plusieurs agents de sécurité sont blessés ou tués. Les deux activistes sont tués par les policiers durant l'attentat (chapitre 1). 
Quelques jours après, à Istanbul, Omer Ugurlu répond à l'invitation de Sadun Demirsoy, adjoint au directeur général des services secrets turcs (le « MIT »), et échappe de peu à un assassinat. Ugurlu comprend immédiatement que les plus hautes autorités politiques et policières de la Turquie ont décidé son élimination en raison de son implication dans l'organisation de la fusillade à Langley (chapitre 2). 
Pendant ce temps, Malko a été appelé au siège de la CIA car on a besoin de lui. En effet, la victime du guet-apens s'appelait Sultan Rezit, un colonel turc qui avait quitté précipitamment son pays et demandé l'asile politique aux États-Unis. Il avait expliqué que le MIT connaissait les commanditaires du projet d'assassinat de Jean-Paul II en mai 1981, ainsi que l'intermédiaire entre ces commanditaires et Ali Ağca, simple exécutant et homme de main. L'assassinat de Sultan Rezit signifie que les services secrets turcs ont souhaité faire taire une source essentielle d'information. Malko est chargé d'enquêter en Turquie et de retrouver un suspect de connaître des éléments d'information : Omer Ugurlu, qui fut peut-être celui qui « embaucha » Ali Ağcapart. Un dénommé Bagci Arven, au sujet duquel on dispose d'un numéro de téléphone et d'une adresse de discothèque pourrait connaître des choses. Accompagné de son fidèle Elko Krisantem, qui justement est Turc, Malko se rend donc en Turquie (chapitre 3). 
Arrivé à Istanbul, Malko parvient à entrer en contact avec Bagci, mais se heurte à un impondérable : un officier des services secrets turcs, Zeynel Sokik, qui avait travaillé avec lui, le reconnaît dans la rue et, après une enquête sommaire, découvre que Malko est en Turquie pour une affaire importante. Malko, qui est donc mis sous surveillance, continue son enquête et courtise Nilufer Bostani, la compagne du principal suspect, Omer Ugurlu. Ce dernier craint pour sa vie et se cache depuis une semaine, à la grande inquiétude de Nilufer, qui croit à une infidélité. Malko a une liaison sexuelle avec elle, puis lui explique la vérité et le but de sa mission en Turquie. Il l'interroge sur les activités d'Omer Ugurlu mais manifestement la jeune femme ignore tout des activités passées et présentes de son compagnon. Le lendemain, Malko va voir Zeynel Sokik et lui explique, à lui aussi, le sens de sa mission. Le colonel turc lui donne une version selon laquelle Sultan Rezit a été assassiné en raison d'une affaire de drogue qui a mal tourné, et aujourd'hui, Omer Ugurlu, dans le cadre de cette affaire de drogue, serait lui aussi sur la sellette. Les deux hommes se quittent, et Malko se dit qu'il va devoir « jouer serré », étant sous la surveillance des services turcs (chapitres 4 à 7). 
Bagci est fait prisonnier par les services secrets turcs et est frappé afin qu'il révèle ce qu'il sait. Il avoue avoir coordonné l'activité des deux malfrats à New York pour tuer Sultan Rezit, mais nie avoir su que Malko était un agent de la CIA. Bagci tente de téléphoner à Mimoza de son interrogatoire musclé, mais il est abattu par les agents secrets, qui constatent que le téléphone est resté allumé : quelqu'un a tout entendu du meurtre… Mimoza, qui est le témoin, contacte Malko et lui révèle la mort récente de Bagci. Elle veut rencontrer Malko mais celui-ci s'y oppose. Mimoza décide d'aller tout raconter au quotidien Milliyet. Alors qu'elle arrive à proximité du journal, elle est interceptée par le major Semer, qui la tue en lui logeant trois balles dans la tête (chapitre 8). 
Malko contacte à nouveau Nilufer Bostani et lui propose un marché : si la CIA l'aide avec Ugurlu à quitter le pays, accepteront-ils de dire qui était le commanditaire de l'attentat contre le pape en 1981 ? Nilufer, qui comprend que son compagnon est dans une impasse, accepte la proposition. Elle lui dit qu'un dénommé Yilderim Gulta peut fournir de faux papiers. Accompagné d'Elko Krisantem, Malko rend visite à Gulta qui, après négociation, accepte de fournir de faux papiers. L'homme avertit peu après Zeynel Sokik afin de jouer sur les deux tableaux : d'une part, obtenir les 5 000 dollars proposés par Malko pour confectionner les faux papiers, d'autre part, rester en bons termes avec le MIT. Deux jours après, Gulta remet les faux papiers d'identité à Malko, qui les donne à Nilufer. En échange, celle-ci lui révèle que vingt ans auparavant, Omer Ugurlu était en contact avec un certain Dragan Katsamanski, un bulgare résidant à Sofia. Puis, munis des documents, Omer Ugurlu et Nilufer Bostani prennent la fuite avec leur BMW. Mais ils sont interceptés peu de temps après par les agents du MIT. En tentant de s'échapper, leur voiture percute violemment un camion : les deux véhicules prennent feu et les deux fugitifs meurent brûlés vifs. Malko est bouleversé : où le plan a-t-il « foiré » ? Se rendant chez Yilderim Gulta, il découvre le vieil homme mort, assassiné par Zeynel Sokik, qui l'a puni d'avoir tenté de jouer sur les deux tableaux. L'enquête de Malko en Turquie tourne court : Omer Ugurlu, Nilufer Bostani, Bagci et Mimoza sont morts. Il a un entretien avec Zeynel Sokik, qui lui explique qu'il était suivi, et que l'affaire était politique : nul ne devait pouvoir prouver que les services secrets turcs aient su qui étaient les commanditaires du projet d'attentat contre le pape en 1981. Les morts récentes ont permis de « nettoyer » toute l'affaire. Malko lui révèle qu'il va se rendre à Sofia, en Bulgarie, pour tenter de retrouver l'homme désigné par Nilufer (chapitres 9 à 13). 
Malko se rend à Sofia, en Bulgarie, ville qu'il n'avait plus vue depuis 1983. Il explique aux agents locaux de la CIA qu'il recherche Dragan Katsamanski, officier du premier directorate de la Dijourna Sigurnost, détaché à la société d'État Kintex en 1980. Ann Powers, chargée du travail de recherche, ne trouve aucune trace de ce nom. La visite que fait Malko au général Brigo Kasamov, retraité des services secrets, ne donne rien non plus. Sachant que Dragan Katsamanski logeait à l'hôtel Vitosha, Malko contacte Simoneva Kolev, la concierge de l'établissement. Quelques jours après, elle lui téléphone pour lui indiquer qu'elle a retrouvé Dragan Katsamanski et qu'un rendez-vous est possible. Le rendez-vous a lieu, et l'homme, s'il reconnaît avoir travaillé jadis en lien avec Omer Ugurlu dans le cadre de trafics d'armes, conteste avoir joué un rôle dans la tentative d'assassinat du pape. Quelques minutes après la fin de cet entretien, Malko rencontre Sergueva Vasov, fille d'un opposant au communisme, qui lui a été conseillée par l'interprète de l'ambassade, Mara Glavinova. Lorsque Malko lui dit qu'il vient de rencontrer Dragan Katsamanski, Sergueva Vasov lui explique que l'homme est Leonid Chevarchine, un ancien agent des services secrets, communiste intégriste. Malko ne comprend plus où il en est (chapitres 14 et 15).
Malko demande à la CIA de faire des recherches rapides sur Leonid Chevarchine, et dès le lendemain, découvre qu'il a été manipulé. Puis Sergueva Vasov lui annonce avoir découvert la vraie identité de Dragan Katsamanski : c'était le nom de guerre du colonel Vladimir Georgiev, aujourd'hui reconverti dans les affaires. Sa femme tient une boutique de prêt-à-porter de luxe. Malko se rend à la boutique et dit souhaiter rencontrer la gérante ; la vendeuse reçoit ses coordonnées. Le lendemain, Malko reçoit un appel téléphonique de Vladimir Georgiev, qui lui donne rendez-vous en dehors de Sofia, à l'hôtel Ambassador. Malko se rend à l'hôtel, et est victime d'un attentat à la bombe ; il est blessé (chapitre 16). 
Malko apprend que ce n'était pas Georgiev qui lui avait téléphoné : il était emprisonné à la maison d'arrêt de Sofia pour escroquerie ! Malko se rend au domicile de Georgiev pour rencontrer l'épouse de l'homme d'affaires : la caution pour sortir de prison s'élève à 40 000 levs. Malko fait payer la caution par la CIA, et Vladimir Georgiev, grâce à son avocat Anton Boyadjev, sort de prison. Mais ce dernier a compris que la traque de Malko à son encontre lui fait courir des risques énormes. Il refuse de le voir et se montre très menaçant. Malko a une liaison sexuelle avec Sergueva Vasov. Alors qu'il a passé la nuit avec elle, celle-ci sort de l'appartement pour déplacer la voiture de Malko. La voiture explose, la tuant sur le coup. Malko suppose que Anton Boyadjev a donné des informations à ses ennemis. Il va le voir et, sous le coup de la mort atroce de la jeune femme, le menace : Boyadjev avoue que Leonid Chevarchine est derrière l'attentat. Alors que Malko arrive chez Leonid Chevarchine, il apprend que ce dernier vient de « se suicider » par pendaison… (chapitres 17 à 19). 
Vladimir Georgiev, voulant montrer sa bonne foi à l'égard de ses anciens collègues russes du KGB, devenu aujourd'hui SVR, contacte Malko et lui propose un rendez-vous, son but étant de tuer l'agent secret. Surpris par ce retournement de situation, Malko accepte de se rendre au rendez-vous. Lorsque le rendez-vous a lieu, Vladimir Georgiev est sur le point d'abattre Malko, mais est assassiné par un tueur russe du SVR. En riposte, Malko abat le tueur. Faisant le point avec Alister Scott, Malko constate qu'on sait, désormais, qu'en 1981, le KGB avait bien ordonné aux services secrets bulgares d'assassiner le Pape. Vladimir Georgiev avait « sous-traité » la conduite des opérations à la mafia turque (Omer Ugurlu, Bagci), qui avait chargé Ali Ağca du travail sur le terrain. Vingt ans après, on sait donc la vérité, mais tous les témoins encore vivants sont désormais morts, assassinés (chapitres 20 et 21).

## Remarque
Malko était déjà allé récemment en Turquie dans le roman Djihad (SAS no 139).